# Denver White
Denver White, mais conhecido por DJ Denver, é um DJ britânico.
Ele ficou famoso após aplicar um golpe milionário no iTunes. Em pouco tempo, supostamente, centenas de milhares de pessoas baixaram suas músicas. Com isso, ele recebeu US$ 1 milhão em direitos autorais, ultrapassando a cantora Madonna nas paradas de sucesso. Porém, tudo não passou de um golpe, já que ele e seus comparsas usaram números de 1.500 cartões de crédito (roubados a partir de vírus enviados por e-mail), com os quais compraram suas músicas na loja da Apple e da Amazon.
O golpe foi aplicado de Janeiro de 2008, até ser descoberto, em Junho de 2009.
Atualmente, ele e seus comparsas encontram-se presos, e estão sendo julgados pela fraude.